# Тарасов Сава Іванович
Тарасов Сава Іванович (25 квітня 1934, Шологонський наслег, Гірський улус, Якутська АРСР — 6 листопада 2010) — Народний поет Республіки Саха (Якутія). Один з авторів гімну Республіки Саха (Якутія).
З селянської родини. Закінчив Вищу комсомольську школу при ЦК ВЛКСМ і Вищі літературні курси при Літературному інституті імені А. М. Горького.

З 1953 року працював редактором газети «Едер комуніст», заступником головного редактора журналу «Хотугу сулус», завідувачем відділом культури редакції газети «Киим».

У 1993-98 роках — голова правління Спілки письменників Якутії, обирався секретарем правління Спілки письменників Росії, протягом багатьох років був членом радянського Комітету солідарності письменників країн Азії та Африки.
Його творчий доробок складає близько 30 книг віршів і поем якутською і російською мовами.

Член Спілки письменників СРСР з 1964 року.